# Polisacharyd K

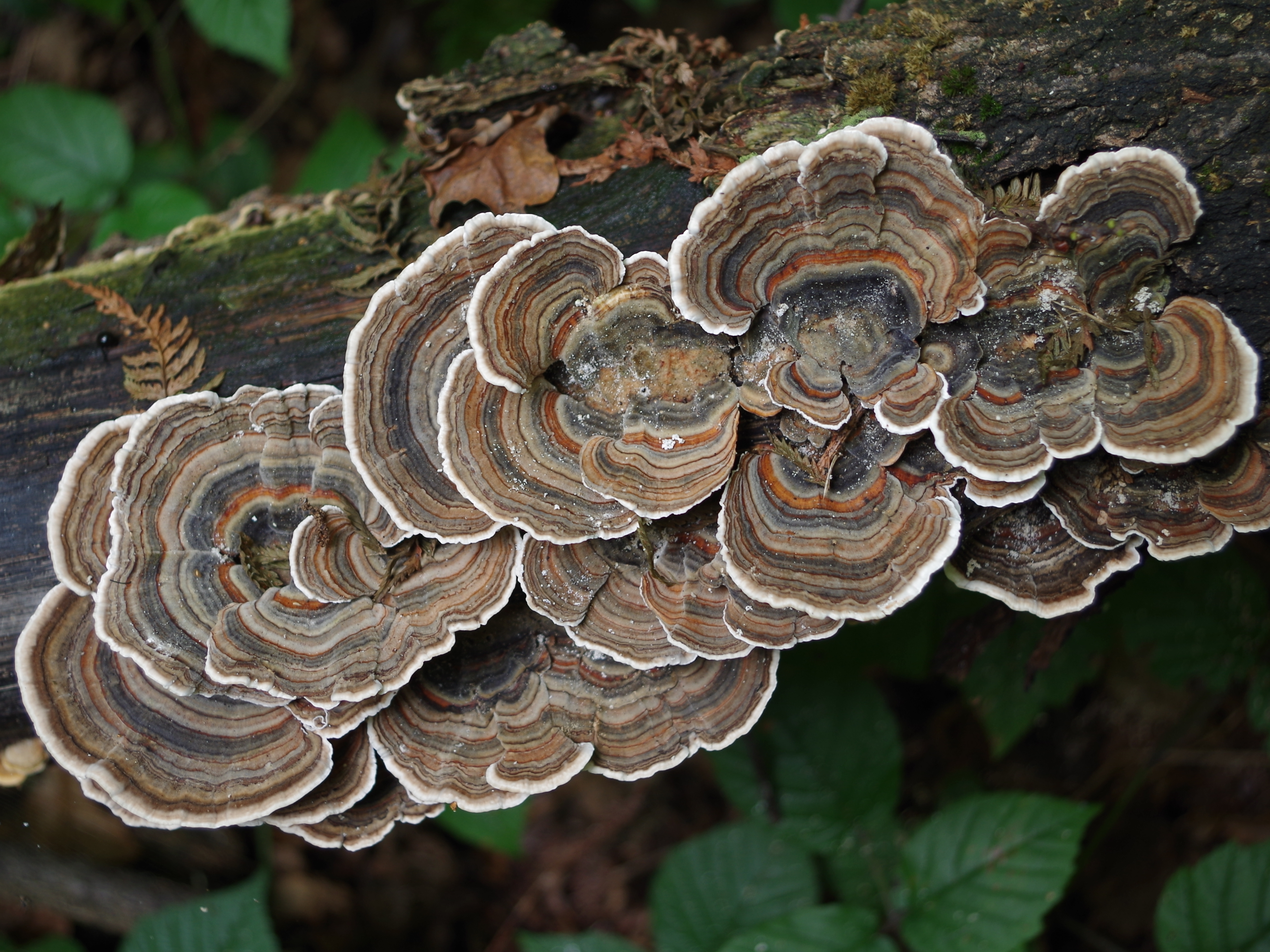
Polisacharyd K jest pozyskiwany z owocników pospolitego w Polsce grzyba wrośniaka różnobarwnego

Polisacharyd K, polisacharyd Krestin, PSK – polisacharyd związany z resztą białkową, stosowany w niektórych krajach jako adiuwant przeciwnowotworowy. PSK jest izolowany z owocników wrośniaka różnobarwnego.

## Budowa chemiczna
Polisacharyd K jest zbudowany w przeważającej części z β-glukanu, którego główny łańcuch zawiera wiązania β-1,4, a łańcuchy boczne wiązania β-1,3 i β-1,6. Średnia masa cząsteczkowa PSK wynosi w przybliżeniu 94 000 u, a białkowy komponent jest połączony z bocznym łańcuchem β-1,6 za pomocą wiązań O-glikozydowych lub N-glikozydowych. Część białkowa stanowi w przybliżeniu 25% masy polimeru.

## Działanie
Wstępne badania wykazały przeciwnowotworową aktywność PSK in vitro, in vivo oraz w badaniach klinicznych na ludziach. Ustalono także, że PSK może hamować mechanizmy odpowiadające za występowanie różnych nowotworów. PSK może mieć zastosowanie jako adiuwant immunologiczny w skojarzeniu z chemioterapią (immunochemioterapią) w leczeniu nowotworów żołądka, przełyku, jelita grubego, piersi i płuc. Badania kliniczne na ludziach także sugerują, że PSK stosowany jako adiuwant może hamować nawrót choroby, a podstawowe badania zademonstrowały in vitro, że hamuje rozwój niektórych ludzkich komórek nowotworowych.
Naukowcy z MD Anderson Cancer Center w Stanach Zjednoczonych uznali, że polisacharyd K jest „obiecującym kandydatem dla chemoprewencji ze względu na jego wielotorowe działanie na proces chorobowy, ograniczone efekty uboczne i bezpieczeństwo codziennego stosowania dawek doustnych przez dłuższy czas”. Według Therapeutic Goods Administration w Australii, Światowa Organizacja Zdrowia odnotowała tylko osiem przypadków wystąpienia skutków ubocznych stosowania polisacharydu K.
W 2012 roku, mimo ponad 40-letniego okresu badań nad immunomodulującym działaniem polisacharydu K oraz jego rolą w charakterze modyfikatora odpowiedzi immunologicznej (BRM, od ang. biological response modifier), mechanizmy jego działania wciąż nie były w pełni wyjaśnione.

## Pozyskiwanie i stosowanie
PSK jest izolowany ze szczepu CM-101 wrośniaka różnobarwnego. Analogiczny polisacharydopeptyd (PSP) jest pozyskiwany ze szczepu COV-1 tego samego grzyba. PSP charakteryzuje się silniejszym działaniem immunomodulującym od PSK, jednak zawierające polisacharyd K ekstrakty z wrośniaka są jednym z najczęściej stosowanych dodatków do terapii przeciwrakowych w Azji, zwłaszcza w Japonii.